# Степановка (Лиманский район)
Степановка (укр. Степанівка) — село, относится к Лиманскому району Одесской области Украины.
Население по переписи 2001 года составляло 38 человек.  По данным Визирского сельсовета населения составляет 41 человек. Почтовый индекс — 67541. Телефонный код — 4855. Занимает площадь 0,26 км². Код КОАТУУ — 5122784207.

## Местный совет
67541, Одесская обл., Лиманский р-н, с. Першотравневое, ул. Мира, 4